# InCulto
InCulto est un groupe lituanien composé de Jurgis Didžiulis, Aurelijus Morlencas, Sergej Makidon, Jievaras Jasinskis et de Laurynas Lapė. 

Ils représentent la Lituanie au Concours Eurovision de la chanson en 2010 avec la chanson Eastern European Funk. Le groupe n'a pas reçu assez de points pour accéder à la finale. Cependant, ils ont reçu les meilleurs points (12) d'un pays, l'Irlande.
Le groupe a annoncé qu'ils se sépareraient d'ici la fin janvier 2011. Ils ont également décidé de finir en publiant gratuitement leur dernier album.

## Discographie

### Albums
- PostSovPop (2004)
- Marijos Žemės Superhitai (2007)
- Closer Than You Think (2010)

### Singles
- "Jei labai nori" (avec Linas Karalius) (2004)
- "Suk, suk ratelį" (2004)
- "Boogaloo" (2005)
- "Welcome To Lithuania" (2006)
- "Reikia bandyt" (feat. Erica Jennings) (2007)
- "Pasiilgau namų" (feat. Andrius Rimiškis) (2007)
- "Eastern European Funk" (2010)